# 吳承允
吳承允（韓語：오승윤，1991年3月27日—），韓國男演員。

## 影視作品

### 電視劇
- 1996年：MBC《醃鯖魚》
- 1997年：MBC《迷妄》
- 1997年：SBS《70분 드라마》
- 2000年：MBC《大嬸 (電視劇)》
- 2001年：SBS《女人天下》飾演 福城君（幼年）
- 2002年：KBS《魔法兒童MASURI（朝鲜语：매직키드 마수리）》
- 2004年：SBS《張吉山》飾演 李志龍（幼年）
- 2004年：KBS《不滅的李舜臣》飾演 柳成龍（幼年）
- 2004年：SBS《土地》
- 2005年：SBS《薯童謠》飾演 凡生
- 2006年：MBC《朱蒙》飾演 燦童
- 2007年：KBS《京城醜聞》飾演 鮮于賢
- 2007年：MBC《太王四神記》飾演 玄高（少年）
- 2008年：KBS《大王世宗》飾演 明英宗
- 2008年：MBC《大象》
- 2009年：KBS《公主歸來》飾演 羅善南
- 2010年：KBS《近肖古王》飾演 夫餘君
- 2012年：KBS《愛情雨》飾演 趙秀
- 2013年：OCN《特殊案件專案组TEN 2》飾演 沈伊浩
- 2013年：SBS《醜八怪警報》飾演 李景泰
- 2013年：MBC《火之女神井兒》飾演 李睦道（少年）
- 2014年：tvN《沒禮貌的英愛小姐13》
- 2014年：JTBC《山蒜醬湯：12年後的重逢》飾演 張勳
- 2015年：KBS《今天開始我愛你》飾演 尹勝宰
- 2016年：KBS《在天空中的太陽》飾演 姜韓秀
- 2017年：KBS《KBS Drama Special－姜德順愛情變遷史》飾演
- 2018年：SBS《皇后的品格》飾演 李允
- 2022年：JTBC《Cleaning Up》飾演 崔秉烈
- 2022年：tvN《Blind》飾演 查爾斯／李政洙
- 2023年: MBN《完美的結婚公式》飾演 劉世赫
- 2024年：Netflix《炸雞奇遇記》饰演 阿竹

### 電影
- 2007年：《꿈은 이루어》
- 2017年：《代立軍》

## 配音作品
- 1994年：《獅子王》
- 1995年：《玩具總動員》
- 1999年：《泰山》
- 2000年：《變身國王》

## 獲獎經歷
- 2002年：KBS演技大賞—青少年演技獎（《魔法兒童MASURI（朝鲜语：매직키드 마수리）》）

## 外部連結
- 吳承允的Instagram帳戶
- 吳承允的X（前Twitter）
- 吳承允在NAVER上的资料
- 吳承允在互联网电影资料库（IMDb）上的資料（英文）
- 吳承允在豆瓣上的资料（简体中文）